# Corredor Mediterráneo
El Corredor Mediterráneo en España es el término bajo el cual se denomina un conjunto de líneas ferroviarias transeuropeas que son la parte española del Corredor Mediterráneo europeo y que se sitúan en el este de España. Están destinadas al transporte de pasajeros y mercancías y discurren principalmente en paralelo a la costa mediterránea. Su recorrido cubre las comunidades autónomas de Cataluña, la Comunidad Valenciana, la Región de Murcia y Andalucía. Debido a su conexión con las líneas de alta velocidad europeas y su interoperabilidad con los principales puertos españoles, constituye uno de los ejes ferroviarios más importantes a nivel económico y comercial del país.
El concepto comprende varias líneas diferentes, tanto por su tipo (alta velocidad, línea convencional, línea de mercancías...), su situación (en servicio, en construcción en proyecto, en planificación...), como su ámbito. Junto al Corredor Central y el Corredor Atlántico constituye una de las tres principales líneas de transporte de la península ibérica con el resto del continente europeo tanto de personas como de mercancías.

## Importancia
La importancia de este corredor, tanto en viajeros como en mercancías, radica en dos características:
- El acceso ferroviario a los puertos mediterráneos españoles, permitiendo una política de ahorro de costes y beneficio medioambiental al aunar los dos medios más eficientes, y beneficiando la creación de redes de transporte mundial. Se compite con Amberes, Róterdam y Hamburgo a través de los puertos de Algeciras, Valencia, Tarragona, Barcelona,[4] Alicante, Cartagena y Castellón.
- La unión de un eje donde se encuentran concentrados habitantes y actividad industrial. El eje Algeciras-Estocolmo alcanza los 3500 kilómetros, conectando a 245 millones de ciudadanos (el 54 % de habitantes de la Unión Europea) y el 66 % del producto interior bruto europeo.[5]

## Líneas
De entre las diferentes líneas pasadas y futuras que se incluyen en el Corredor Mediterráneo destacan tres: la línea entre Tarragona y La Encina (Alicante) remodelada para permitir tráficos a 220 km/h, la línea de alta velocidad que complementa a la anterior entre Almería y la frontera francesa que se encuentra parcialmente en construcción, y una futura línea dedicada a mercancías.

### Corredor Mediterráneoen ancho ibérico

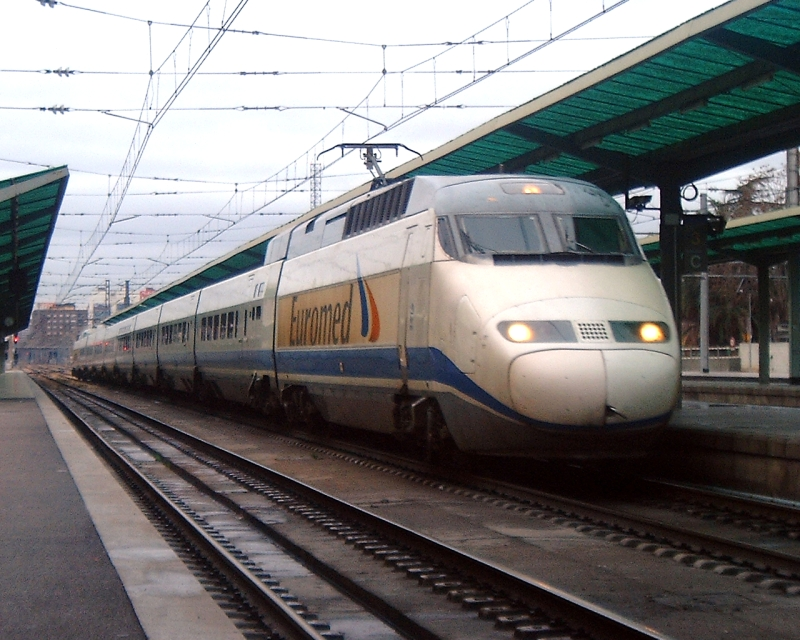
Euromed en Valencia-Norte

El nombre de Corredor Mediterráneo comenzó a popularizarse para describir la línea parcialmente transformada en los años 1990 entre Alicante, Valencia y Barcelona, surgida de las remodelaciones y modificaciones de los recorridos de las líneas clásicas existentes anteriormente.
Esta remodelación se planificó en el Plan de Transporte Ferroviario de 1987, que preveía entre Barcelona y La Encina, a 75 km de Alicante, un trazado de doble vía capaz de admitir velocidades de 200 km/h apto para todo tipo de tráfico. La construcción consistió en la modernización y duplicación de la infraestructura existente, y en algunos puntos la construcción de importantes variantes con un trazado diferente a la línea clásica. Los trabajos se realizaron por tramos, que entraron en servicio en fechas diferentes, estando remodelado prácticamente todo el trazado entre La Encina (Alicante) y Valencia, y Castellón y Vandellós (Tarragona), mientras que también se adaptó el tramo entre Moncofa (Castellón). De los tramos no renovados el más destacado durante varios años fue el Vandellós-Tarragona, de aproximadamente 40 km, donde el Corredor Mediterráneo volvía a ser una línea clásica, de vía única y una velocidad máxima de 160 km/h, cuyo tramo fue retirado del servicio el 12 de enero de 2020 a cambio de una nueva variante con conexión a Barcelona tanto por la línea de alta velocidad Madrid-Zaragoza-Barcelona-Frontera francesa como por la ciudad de Tarragona. El tramo Tarragona-Barcelona también es una línea clásica no remodelada, aunque dispone de vía doble.
La velocidad máxima final de los tramos renovados fue de 220 km/h, por encima del límite de 200 km/h que permite la señalización convencional española. Para permitir los 220 km/h se instaló un nuevo sistema de señalización de tipo ATP, denominado EBICAB. Este sistema fue retirado de la red, pero cuando estaba activo, algunos trenes, al no utilizar este sistema, limitaban su velocidad a 200 km/h. Hoy en día, de los tramos adaptados para 220 km/h solo está permitido llegar a esa velocidad o superar los 200 km/h en aquellos que tengan el ERTMS. El 23 de octubre de 2015, y con motivo de las obras de adaptación al ancho mixto entre Valencia y Castellón, fue dado de baja el sistema ATP (EBICAB 900) desde la estación del Norte (Valencia) hasta Castellón de la Plana.
Posteriormente se decidió integrar estos tramos con otros tramos a modernizar y tramos nuevos (donde la geografía y las poblaciones lo aconsejaran) para constituir el que se comenzó a denominar Corredor Mediterráneo de alta velocidad.

### Línea de alta velocidad en ancho estándar
En el Plan de Infraestructuras 2000-2007 la línea aparece con cambios importantes, que modifican el futuro de los tramos que aún no han sido renovados. El plan propone que el corredor alcance Almería a través de una nueva línea de alta velocidad que conectaría con Elche, Murcia y Lorca como nuevas ciudades en el mismo.
El Plan Estratégico de Infraestructuras y Transporte 2005-2020 proponía de nuevo una línea completa desde la frontera francesa hasta Almería por toda la costa, y se planteaba la posibilidad de continuar todo el Mediterráneo hasta Algeciras. La continuación del corredor mediante líneas de alta velocidad de nueva construcción plantea el problema de la diferencia de ancho y electrificación. Al sur de Alicante toda la línea debía ser de nueva construcción (no estaba electrificada y tenía vía única), y al norte de Tarragona discurre la línea de alta velocidad Madrid-Barcelona-Frontera Francesa, por lo que el tramo con diferente ancho y electrificación al requerido por la Alta velocidad es el que existe entre Tarragona y Lorca a partir de la cual se debía construir nueva plataforma hasta Almería por la inexistencia de trazado entre ambas urbes.
La diferencia se puede solucionar de dos formas: mediante la conversión de los tramos ya renovados al nuevo ancho, o mediante la construcción de una nueva línea de alta velocidad paralela a los tramos renovados. La decisión se ve dificultada por la intención de que por la línea puedan circular trenes de mercancías procedentes tanto de España (ancho 1668 mm) como de Francia (1435 mm). Finalmente, la solución adoptada cambia según el tramo, e incluso en ciertos tramos aún se desconoce cuál será la configuración de la línea.

### Corredor de mercancías
El Corredor Mediterráneo también se encuentra en desarrollo como futuro corredor de mercancías. Existen diferentes concepciones de este futuro corredor, tanto en su forma como en su longitud.
La opción más ambiciosa es la defendida por FERRMED, asociación fundada en 2004 cuyo fin es la promoción de un corredor ferroviario transeuropeo que incluye el Corredor Mediterráneo. La línea propuesta por este lobby sería completamente de nueva construcción, de doble vía, exclusiva para trenes de mercancías e independiente de las otras líneas. Recorrería toda la costa mediterránea hasta Algeciras, con un coste completo estimado entre 25 700 y 51 300 millones de euros. Algunas instituciones públicas, como la Generalidad Valenciana, la Generalidad de Cataluña o la Región de Murcia, han mostrado su apoyo a la construcción de la propuesta de FERRMED.
La opción finalmente presentada por el Ministerio de Fomento consiste en un eje de mercancías que utiliza principalmente las líneas ya existentes, con modificaciones para permitir el tráfico masivo de mercancías. Uno de los mayores problemas, el del ancho, se resolvería con la adopción masiva de la vía de ancho mixto en una de las dos vías del Corredor Mediterráneo. Así se permitiría la circulación por el Corredor de trenes cuyo destino sea tanto Europa (ancho 1435 mm) como la península ibérica (1668 mm). El plan incluye otras actuaciones como la mejora de los accesos a los puertos mediterráneos españoles, la admisión de trenes de 750 metros de longitud, o la electrificación a 25 kV. El eje propuesto por el Ministerio finalizaría en el puerto de Algeciras, pero no discurriría por la costa andaluza, sino adaptando las vías ya existentes por el interior a partir de Almería. Un eventual Almería-Algeciras por la costa quedaría a expensas de un estudio posterior.
Finalmente el 19 de octubre de 2011 fue introducido en la revisión de la Red transeuropea de transporte, con un recorrido entre la frontera francesa y el puerto de la bahía de Algeciras, discurriendo por la costa hasta Almería y posteriormente por el interior de Andalucía.

## Servicios
Los tramos reformados según el plan de 1987 son totalmente compatibles con los del resto de la red ferroviaria española convencional, por lo que por el corredor circulan trenes de todos los tipos, tanto de viajeros como mercancías.
Para aprovechar toda la capacidad de la línea se estableció en servicio Euromed. Este servicio surge porque para la explotación de la línea de alta velocidad Madrid-Sevilla se contrató a Alstom la construcción de 24 unidades de alta velocidad, que posteriormente se intentó reducir a 16. Finalmente las últimas 8 unidades fueron construidas, destinando 6 de estas unidades de alta velocidad al Corredor Mediterráneo. Estas 6 unidades, entregadas entre 1994 y 1996, difieren de las de sus compañeras de la Madrid-Sevilla tan solo en tener unos bojes con ancho ibérico, y fueron numeradas dentro de la serie 101 de Renfe.
El servicio Euromed se inauguró finalmente el 16 de junio de 1997. Es un servicio de alta gama entre Alicante y Barcelona, similar al de alta velocidad, aunque finalmente circula a una velocidad máxima de 200 km/h. El servicio Euromed sobre vías renovadas en gran parte sirvió para aumentar notablemente el tráfico de viajeros a lo largo del Mediterráneo. En la actualidad, los trenes de la serie 101 de Renfe han sido cambiados de ancho para volver a su cometido original en la línea de alta velocidad Madrid-Sevilla, siendo ingresados con el resto de los Alstom en la serie 100 de Renfe. Los servicios Euromed se realizan mediante trenes de la serie 130 de Renfe.
Además existe el servicio Talgo que circula por el Corredor Mediterráneo a 200 km/h. También los servicios Alaris, Arco y Trenhotel han circulado a esa velocidad en el corredor.

## Soluciones adoptadas en 2013/2016
Fueron presentadas por el Ministerio de Fomento el 18 de diciembre de 2012, aunque posteriormente se modificaron parcialmente y todavía existen tramos cuyo desarrollo no está claro.
Así quedará el encaminamiento de los trenes con las actuaciones en ejecución en diciembre de 2016.

### Trenes de viajeros con ancho estándar Valencia-Castellón
Los trenes AVE bitensión a 3 kV CC y 25 kV AC de la Serie 100 de Renfe circulan desde Valencia-Joaquín Sorolla hasta Castellón por la línea convencional gracias a la instalación de un tercer carril para ancho mixto en una de las vías existentes (la del lado montaña hasta Sagunto y la del lado mar desde allí hasta Castellón). El ancho mixto permite la circulación de trenes, tanto con ancho ibérico como con el estándar internacional (1435 mm).

### Trenes de viajeros con ancho variable
Podrán circular desde Barcelona Sants (o Figueras-Vilafant) hasta el sur de la estación de Campo de Tarragona por la línea de alta velocidad Madrid-Barcelona-Frontera Francesa actual, después lo harán por un nuevo tramo -también en ancho estándar- hasta los nuevos cambiadores en la zona del aeropuerto de Reus-Vilaseca, y luego por la nueva línea en ancho ibérico (en una primera fase) hasta La Ametlla de Mar (al sur de Vandellós). Allí enlazarán con la línea convencional actual hasta Valencia o Alicante.

### Trenes de viajeros con ancho estándar desde la frontera francesa
Seguirán el mismo encaminamiento de los trenes de viajeros con ancho variable hasta los nuevos cambiadores en la zona del aeropuerto de Reus-Vilaseca, para continuar sobre una vía con ancho mixto cuando, en una segunda fase, se instale un tercer carril en una de las nuevas vías (la del lado mar) desde uno de los cambiadores hasta La Ametlla de Mar (al sur de Vandellós), y se instale también un tercer carril para ancho mixto en una de las vías existentes (la del lado mar) desde allí hasta Castellón.

Encaminamiento de los trenes de viajeros:
| Estaciones y bifurcaciones                                                | Kilómetro    | Kilómetro     | Distancias | Ancho de la vía lado montaña / mar            |
| Le Soler (Perpiñán)                                                       | 797,100      |               | —          | LAV: estándar / estándar                      |
| Inicio Sección Internacional                                              | 793,310      |               | 3,790      |                                               |
| Entrada al túnel del Pertús                                               | 776,050      |               | 17,260     |                                               |
| Frontera                                                                  | 772,500      |               | 3,550      |                                               |
| Salida del túnel del Pertús                                               | 767,750      |               | 4,750      |                                               |
| Fin Sección Internacional                                                 | 752,700      |               | 15,050     |                                               |
| Estación de Figueras-Vilafant (bifurcación hacia Gerona Mercancías)       | 749,618      |               | 3,082      |                                               |
| Estación de Gerona                                                        | 714,700      |               | 34,918     |                                               |
| PAET de Vilobí de Oñar                                                    | 703,500      |               | 11,200     |                                               |
| PAET de Riells                                                            | 678,100      |               | 25,400     |                                               |
| Bifurcación Mollet (bifurcación hacia Morrot Mercancías)                  | 640,500      |               | 37,600     |                                               |
| Bifurcación San Andrés Condal                                             | 628,100      |               | 12,400     |                                               |
| Estación de La Sagrera                                                    | 627,000      |               | 1,100      |                                               |
| Estación de Barcelona Sants                                               | 621,000      |               | 6,000      | Frontera-BCN Sants: 151,500 km                |
| Estación de El Prat de Llobregat                                          | 613,070      |               | 7,930      |                                               |
| PAET de Villafranca del Panadés                                           | 565,735      |               | 47,335     |                                               |
| PAET de Arbós                                                             | 552,679      |               | 13,056     |                                               |
| Estación Campo de Tarragona                                               | 521,137      | Nueva línea ↓ | 31,542     | BCN Sants-Campo de T: 99,863 km               |
| Bifurcación Perafort (bifurcación hacia el Corredor Mediterráneo)         | 520,324      | 265,803       | 0,813      |                                               |
| Bifurcación La Xacona (incorporación del ramal de 7 km desde Alcover)     |              | 262,629       | 3,174      |                                               |
| Estación Central (construcción suspendida)                                |              | 254,213       | 8,416      |                                               |
| Cambiadores 2 y 4 de La Boella (duales TCRS1 CAF y Talgo)                 |              | 254,100       | 0,113      | ibérico / ibérico (ibérico / mixto en fase 2) |
| Bifurcación Bellissens (hacia Vilaseca / Tarragona)                       |              | 252,644       | 1,456      |                                               |
| Bifurcación La Feredat (incorporación desde Vilaseca / Tarragona)         |              | 250,349       | 2,295      |                                               |
| Estación de Cambrils-Salou AV                                             |              | 242,234       | 8,115      |                                               |
| PAET de Rifá                                                              |              | 236,130       | 6,104      |                                               |
| Estación de Hospitalet-Mont-roig AV                                       | Antiguo km ↓ | 227,000       | 9,130      |                                               |
| Ametlla                                                                   | 207,340      | 211,476       | 15,524     | Inicio línea convencional actual              |
| La Aldea-Amposta-Tortosa (bifurcación hacia Tortosa)                      | 185,180      |               | 22,160     |                                               |
| Ulldecona-Alcanar-La Senia                                                | 162,186      |               | 22,975     |                                               |
| Vinaroz                                                                   | 146,757      |               | 15,429     |                                               |
| Benicarló-Peñíscola                                                       | 140,784      |               | 5,973      |                                               |
| Santa Magdalena de Pulpis                                                 | 127,515      |               | 13,269     |                                               |
| Alcalá de Chivert                                                         | 119,495      |               | 8,020      |                                               |
| Torreblanca                                                               | 105,529      |               | 13,966     |                                               |
| Oropesa                                                                   | 90,764       |               | 14,765     |                                               |
| Benicásim                                                                 | 82,103       |               | 8,661      |                                               |
| Les Palmes                                                                | 75,470       | Nuevo km ↓    | 6,633      | Campo de Tarragona-Castellón: 193,072 km      |
| Castellón de La Plana                                                     | 69,399       | 73,544        | 6,071      | ibérico / mixto                               |
| Villarreal                                                                | 66,343       |               | 3,056      |                                               |
| Burriana-Alquerías del Niño Perdido                                       | 62,108       |               | 4,235      |                                               |
| Moncófar                                                                  | 52,066       |               | 10,042     |                                               |
| Almenara                                                                  | 38,538       | 42,687        | 13,524     |                                               |
| Sagunto (bifurcación hacia / incorporación desde Teruel)                  | 29,242       | 33,383        | 9,304      | mixto / ibérico                               |
| Puzol                                                                     | 22,700       | 26,642        | 6,741      |                                               |
| Masalfasar                                                                | 15,161       | 19,293        | 7,349      |                                               |
| Valencia Fuente de San Luís                                               | 0,000        | 3,726         | 15,567     | Campo de T-Valencia Norte: 266,616 km         |
| Valencia Norte                                                            | 0,000        | 112,696       | 3,726      | BCN Sants-Valencia Norte: 366,479 km          |
| Valencia Joaquín Sorolla                                                  | 397,258      | 111,978       | 0,718      | estándar / estándar                           |
| Cambiador de Valencia (dual TCRS1 CAF y Talgo)                            | 396,748      | 111,468       | 0,510      |                                               |
| Bifurcación Játiva (hacia Alicante: desvíos A3 y A1)                      | 392,705      | 392,726       | 4,043      |                                               |
| Játiva                                                                    | 48,443       |               | 51,791     |                                               |
| Mogente                                                                   | 24,318       |               | 15,870     |                                               |
| Fuente la Higuera                                                         | 13,745       |               | 10,573     |                                               |
| Bifurcación La Teja (hacia Albacete)                                      |              |               | 13,357     |                                               |
| Bifurcación Aguaverde (incorporación desde Albacete: desvíos 1A y 3A)     | 418,558      | 418,410       | 1,400      |                                               |
| PB Caudete                                                                | 425,262      |               | 6,704      |                                               |
| Estación de Villena                                                       | 435,526      |               | 10,264     |                                               |
| Bifurcación Murcia (hacia Murcia: desvíos 2 y 4)                          | 461,361      | 461,361       | 25,835     |                                               |
| PAET de Monforte del Cid AV                                               | 464,649      |               | 3,288      | BCN Sants-Alicante: 532,108 km                |
| Estación de Alicante                                                      | 485,925      |               | 21,276     | Valencia JS-Alicante: 164,911 km              |
| PAET de Monforte del Cid AV (bifurcación hacia Murcia: desvío 5)          | 465,247      | 2,673         | 20,678     |                                               |
| Bifurcación Vinalopó (incorporación desde Albacete: desvío 5M)            | 464,074      | 0,000         | 2,673      |                                               |
| Puesto Intermedio de Aspe                                                 | 471,468      |               | 7,394      |                                               |
| Estación de Elche-Matola AV                                               | 482,210      |               | 10,742     |                                               |
| Futura Bifurcación Torrellano (incorporación desde Alicante)              | 487,699      |               | 5,489      |                                               |
| PAET de San Isidro-Albatera-Catral (incorporación desde Alicante-Benalúa) | 493,568      | 38,600        | 5,869      |                                               |
| Estación de Callosa del Segura-Cox AV                                     | 498,232      | 44,525        | 4,664      |                                               |
| PAET de Orihuela-Miguel Hernández AV                                      | 507,582      | 52,918        | 9,350      | ibérico / estándar                            |
| PAET de Beniel AV                                                         | 513,352      | 58,100        | 5,770      |                                               |
| Bifurcación El Reguerón (incorporación con ancho mixto desde Cartagena)   | 516,266      | 61,014        | 2,914      | ibérico / mixto                               |
| El Reguerón                                                               | 520,265      | 64,137        | 3,999      | Alicante-Murcia: 89,075 km                    |
| Estación de Murcia del Carmen                                             | 529,798      | 73,619        | 9,533      | Valencia JS-Murcia (directo): 216,623 km      |
| Estación de Murcia Cargas                                                 | 534,975      | 454,308       | 5,177      |                                               |
|                                                                           |              |               |            |                                               |
|                                                                           |              | L320 ↓        |            |                                               |
| Estación de Cartagena                                                     |              | 524,600       |            | mixto                                         |
| El Reguerón                                                               |              | 469,400       |            |                                               |
| Estación de Murcia del Carmen                                             |              | 459,867       |            | Murcia del Carmen-Cartagena: 64,733 km        |
|                                                                           |              |               |            |                                               |

### Trenes de mercancías con ancho estándar
Circularán desde la frontera francesa por el túnel de El Pertús (concesión de TP Ferro) hasta el Nudo de Castellbisbal por el itinerario actual, que combina parte de la línea de alta velocidad Madrid-Barcelona-Frontera Francesa con tramos de ancho mixto sobre líneas convencionales. Después se instalará un tercer carril para ancho mixto en una de las vías existentes (la del lado montaña) desde Castellbisbal hasta el nuevo nudo de Vilaseca por Tarragona. Desde Vilaseca hasta Vandellós circularán por la nueva línea en ancho ibérico donde, en una segunda fase, se instalará un tercer carril para ancho mixto en una de las nuevas vías (la del lado mar). Desde Vandellós hasta Valencia circularán por una de las vías existentes (la del lado mar hasta Sagunto y la del lado montaña desde allí hasta Valencia) donde se instalará también un tercer carril para ancho mixto.
Encaminamiento de los trenes de mercancías (en servicio):
| Estaciones y bifurcaciones                                                                       | Kilómetro | Kilómetro | Distancias | Ancho de la vía lado montaña / mar               |
| Le Soler (Perpiñán)                                                                              | 797,100   |           | —          | LAV: estándar / estándar 48,5 km                 |
| Inicio Sección Internacional                                                                     | 793,310   |           | 3,790      |                                                  |
| Entrada al túnel del Pertús                                                                      | 776,050   |           | 17,260     |                                                  |
| Frontera                                                                                         | 772,500   |           | 3,550      |                                                  |
| Salida del túnel del Pertús                                                                      | 767,750   |           | 4,750      |                                                  |
| Fin Sección Internacional                                                                        | 752,700   | L260 ↓    | 15,050     |                                                  |
| Estación de Figueras-Vilafant (bifurcación hacia Gerona y Sants)                                 | 749,618   | 6,429     | 3,082      |                                                  |
| Estación de Figueras-Vilafant (inicio ancho mixto: desvío 2)                                     | 748,642   | 5,453     | 0,976      | mixto 5,5 km                                     |
| Vilamalla                                                                                        | 241,627   | 0,000     | 5,453      | ibérico / mixto 39,6 km                          |
| PAET de Río Fluviá (una vía de apartado)                                                         | 231,800   |           | 9,827      |                                                  |
| PAET de Río Ter (una vía de apartado)                                                            | 216,480   |           | 15,320     |                                                  |
| PAET de Gerona (una vía de apartado)                                                             | 205,555   |           | 10,925     |                                                  |
| Gerona Mercancías (inicio ancho estándar: desvío 7)                                              | 202,033   | 0,000     | 3,522      | estándar 0,6 km                                  |
| Bifurcación Gerona Mercancías (incorporación desde Gerona y Figueras, inicio LAV: desvío B1)     | 710,000   | 0,600     | 0,600      | LAV: estándar 6,5 km                             |
| PAET de Vilobí de Oñar (una vía de apartado)                                                     | 703,500   |           | 6,500      | LAV: estándar / estándar 62,6 km                 |
| PAET de Riells (dos vías de apartado)                                                            | 678,100   | L280 ↓    | 25,400     |                                                  |
| Bifurcación Mollet (hacia Barcelona Sants: desvíos 2 y 4)                                        | 640,904   | 2,937     | 37,196     | estándar / estándar 2,6 km                       |
| Bifurcación Nudo de Mollet (inicio ancho mixto: desvíos 7 y 13)                                  | 21,500    | 0,289     | 2,648      | mixto / mixto 38,9 km                            |
| PAET de Riera de Caldes (una vía de apartado)                                                    | 18,666    |           | 2,834      |                                                  |
| PAET de Riera de Rubí (una vía de apartado)                                                      | 4,080     | L238 ↓    | 14,586     |                                                  |
| Castellbisbal (futura bifurcación hacia Tarragona, desvío 11)                                    | 1,129     | 0,000     | 2,951      |                                                  |
| Casa Antúnez desvíos 6P y 12 P (bifurcación anulada hacia el puerto, también con ancho mixto VD) |           | 18,502    | 18,502     | mixto / ibérico 7,2 km                           |
| Estación de Casa Antúnez (una vía con ancho mixto, tres con ancho estándar y acceso a Integria)  |           | 21,143    | 2,641      |                                                  |
| Casa Antúnez desvío 1 P (bifurcación hacia la Autoridad Portuaria, también con ancho mixto VU)   |           | 22,834    | 1,691      | Frontera-Morrot por Vilamalla: 187,369 km        |
| Estación de Morrot (cuatro vías con ancho mixto y una con ancho estándar)                        |           | 25,749    | 2,915      | Frontera-Morrot por LAV hasta Mollet: 180,364 km |
|                                                                                                  |           |           |            |                                                  |

Encaminamiento de los trenes de mercancías (en construcción):
| Estaciones y bifurcaciones                                                                           | Kilómetro    | Kilómetro | Distancias | Ancho de la vía lado montaña / mar                  |
| Castellbisbal (bifurcación hacia Morrot: desvío 11)                                                  | 1,129        |           |            | mixto / ibérico                                     |
| Castellbisbal-Aguja Rubí (desvío 9)                                                                  | 0,000        | 79,686    | 1,129      |                                                     |
| Estación de Castellbisbal (tres vías con ancho mixto)                                                |              | 76,800    | 2,886      |                                                     |
| Aguja 71,185 (bifurcación hacia Seat Martorell, 2,545 km con acho mixto VU)                          |              | 71,185    | 5,615      |                                                     |
| Aguja 70,477 (incorporación desde Seat Martorell con ancho mixto)                                    |              | 70,477    | 0,708      |                                                     |
| Gélida (ambas vías generales con ancho mixto)                                                        |              | 67,057    | 3,420      |                                                     |
| Lavern-Subirats (ambas vías generales con ancho mixto)                                               |              | 56,360    | 10,697     |                                                     |
| PAET de La Granada (una vía de apartado y ambas vías generales con ancho mixto)                      |              | 51,717    | 4,643      |                                                     |
| Villafranca del Panadés (ambas vías generales con ancho mixto)                                       |              | 48,278    | 3,439      |                                                     |
| PAET de Arbós (una vía de apartado de 974 metros)                                                    |              | 36,516    | 11,762     |                                                     |
| Estación de San Vicente de Calders (tres vías de apartado con ancho mixto)                           |              | 24,758    | 11,758     |                                                     |
| PAET de Altafulla-Tamarit (una vía de apartado)                                                      | L210 ↓       | 10,833    | 13,925     |                                                     |
| Estación de Tarragona (vía 16 para acceso al puerto con ancho mixto)                                 | 103,513      | 0,000     | 10,833     |                                                     |
| Bifurcación Vilaseca (bifurcación hacia LAV Madrid-Barcelona: desvío 11, ambas vías con ancho mixto) | 93,346       | 253,061   | 10,167     | ibérico / ibérico (ibérico / mixto en fase 2)       |
| Bifurcación La Feredat (incorporación desde LAV Madrid-Barcelona)                                    |              | 250,349   | 2,712      | Nueva línea                                         |
| Estación de Cambrils-Salou AV                                                                        |              | 242,234   | 8,115      |                                                     |
| PAET de Rifá                                                                                         | L600 ↓       | 236,130   | 6,104      |                                                     |
| Estación de Hospitalet-Montroig AV                                                                   | Antiguo km ↓ | 227,000   | 9,130      |                                                     |
| Ametlla                                                                                              | 207,340      | 211,476   | 15,524     | Inicio línea convencional actual                    |
| PAET de Ulldecona-Alcanar-La Senia                                                                   | 162,186      |           | 45,154     |                                                     |
| PAET de Santa Magdalena de Pulpis                                                                    | 127,515      |           | 34,671     |                                                     |
| PAET de Les Palmes                                                                                   | 75,470       |           | 52,045     |                                                     |
| Estación de Castellón de La Plana                                                                    | 69,399       | 73,544    | 6,071      | ibérico / mixto en obras                            |
| Estación de Sagunto                                                                                  | 29,242       | 33,383    | 40,161     | mixto / ibérico en obras                            |
| Valencia Fuente de San Luís (bifurcación hacia Valencia Norte)                                       | 0,000        | 3,695     | 29,688     | mixto en fase 2                                     |
| Alfafar-Benetúser                                                                                    | 107,621      | 0,000     | 3,695      |                                                     |
| Silla                                                                                                | 100,600      | 0,000     | 7,021      | Frontera-Almusafes por LAV hasta Mollet: 508,903 km |
| Almusafes (Ford)                                                                                     |              | 3,215     | 3,215      | Castellbisbal-Almusafes: 354,288 km                 |
| |              |           |            |                                                     |

## Tramos
Los diferentes tramos en los que se puede dividir la línea se encuentran cada uno en un estado de realización diferente. También difieren las soluciones adoptadas para la convivencia de los tramos renovados y la línea de alta velocidad.

### Frontera francesa-Barcelona
Perpiñán-Figueras

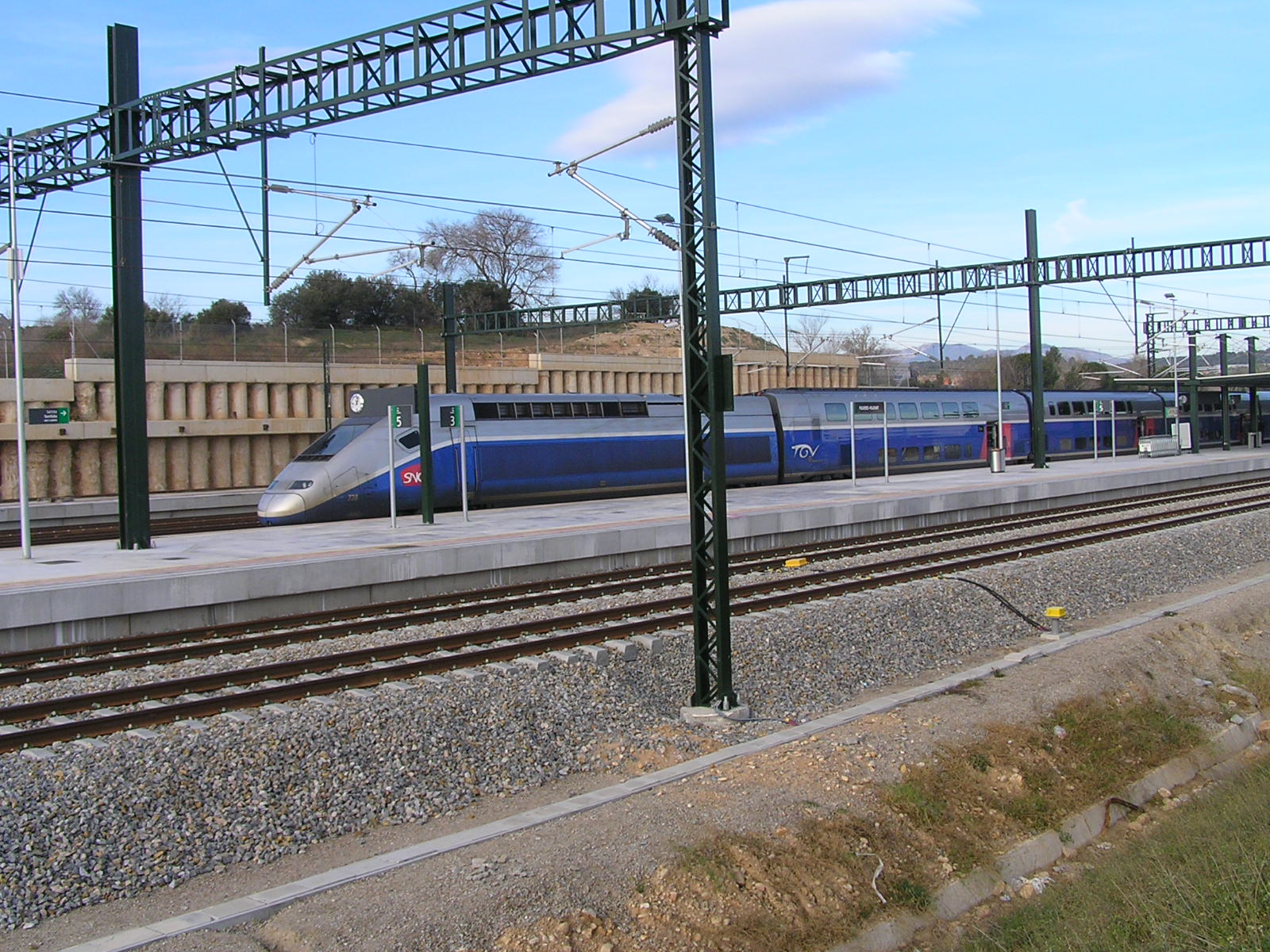
Un TGV en territorio español, en la estación de Figueras-Vilafant

El tramo que conecta las redes de ambos países es una concesión privada a la empresa TP Ferro, la línea de alta velocidad Perpiñán-Figueras. Se encuentra en servicio desde 2010 tanto para mercancías como para viajeros.
La línea convencional dispone de instalaciones en Portbou y Cerbère para el transbordo de mercancías entre las líneas españolas y francesas.
Figueras-Barcelona
La línea se encuentra finalizada y existe continuidad en ancho estándar europeo (1435 mm), tanto para los trenes de viajeros como para los de mercancías, aunque compartiendo trazado entre TP Ferro (frontera franco-española) y Figueras (23,4 km desde la frontera), y entre la Bifurcación Gerona-Mercancías y la Bifurcación Mollet (70,2 km). Los primeros trenes de mercancías circularon entre TP Ferro y el puerto de Barcelona (Morrot) (187,4 km desde la frontera) el 21 de diciembre de 2010 gracias a estas actuaciones: instalación de un nuevo ramal de vía única (plataforma para vía doble) con ancho mixto entre Figueras y Vilamalla (5,5 km), instalación de un tercer carril para ancho mixto en una de las vías existentes desde Vilamalla hasta Gerona-Mercancías (39,6 km), instalación de vía única en ancho estándar hasta la Bifurcación Gerona-Mercancías (0,6 km), instalación de tercer carril para ancho mixto en las dos vías existentes desde la Bifurcación Nudo de Mollet hasta el nudo de Castellbisbal (20,4 km), un nuevo ramal de vía doble con ancho mixto hasta Casa Antúnez (21,1 km), e instalación de un tercer carril para ancho mixto en una de las vías existentes hasta Morrot (4,6 km). En 2010 también se instaló un tercer carril en una de las vías existentes en Montmeló (1,5 km), aunque desde el 9 de abril de 2012 el paso por dicha localidad se realiza por un nuevo tramo soterrado con ancho estándar. Los trenes de viajeros circulan entre TP Ferro y la estación de Barcelona Sants (151,5 km desde la frontera) gracias a la Línea de alta velocidad Madrid-Zaragoza-Barcelona-Frontera Francesa desde el 15 de diciembre de 2013. Desde entonces los trenes de mercancías pueden aprovechar dicha línea, desde la frontera hasta Mollet, reduciendo la distancia en siete kilómetros.

### Barcelona-Valencia
Barcelona-Tarragona
Entre estas dos ciudades existe la línea convencional y la línea de alta velocidad Madrid-Barcelona-Frontera Francesa, por lo que no está previsto la construcción de ninguna línea nueva. Ambas se encuentran finalizadas, sin conexión entre ellas en la comarca de Tarragona. Este tramo de la línea de alta velocidad Madrid-Barcelona-Frontera Francesa no es apto para la circulación de trenes de mercancías. Entre Tarragona y Valencia se encuentra concluida la mayor parte de la línea en ancho ibérico planteada en 1987, quedando por concluir el entorno de Tarragona.

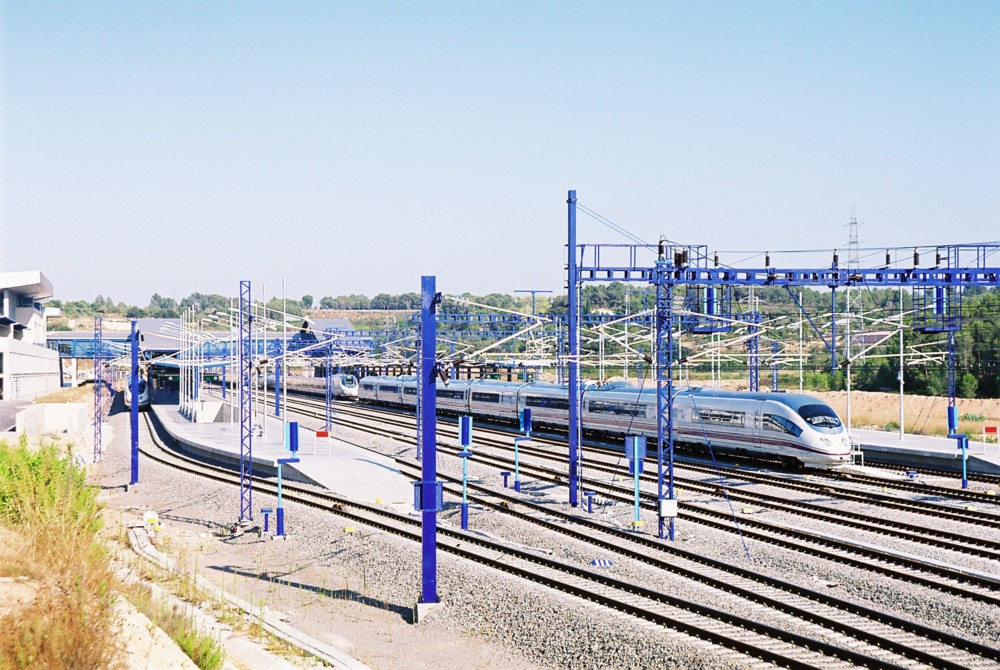
Estación de Campo de Tarragona

Nudo de Tarragona y Tarragona-Vandellós
Es el tramo más complejo, ya que las estaciones en la línea de ancho europeo (Campo de Tarragona) y ancho ibérico (Tarragona) están situadas a 10 km entre sí, sin que exista actualmente conexión entre ambas líneas. La solución elegida era la creación de un ramal perpendicular que uniría ambas líneas, con una estación intermedia situada entre Reus y Tarragona, junto al aeropuerto de Reus, denominada Estación Central del Campo de Tarragona.

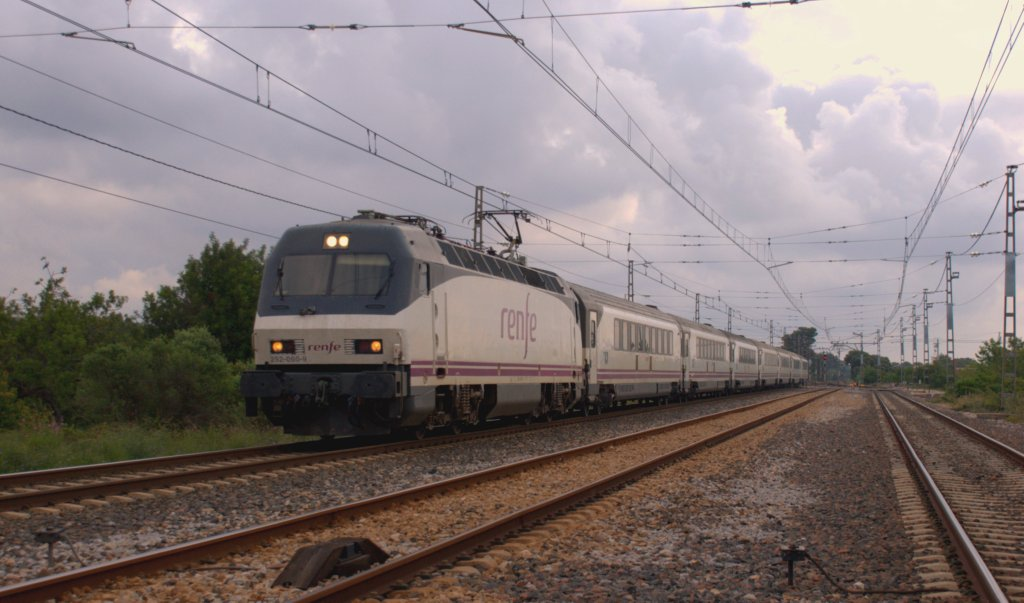
Estación de Mont-roig del Camp, en el tramo de vía única Tarragona-Vandellós

En la actualidad supone un importante cuello de botella, al ser el único tramo entre Valencia y la frontera francesa en vía única. La nueva línea empieza en el nudo de Vilaseca y termina al lado de la Central nuclear de Vandellós II.
Las obras para su reconversión según el plan de 1987 se encuentran muy avanzadas. El nuevo trazado circula en paralelo al anterior, algo más hacia el interior para evitar atravesar localidades como Cambrils, tal y como sucede actualmente. La nueva vía es apta para tráfico mixto de viajeros y mercancías, con traviesas preparadas para ser modificadas a ancho europeo.
Obras 2014/2016 entre Barcelona y Vandellós: para posibilitar la circulación de trenes de ancho estándar se está instalando un tercer carril sobre una de las dos vías existentes (la del lado montaña para tener acceso a la fábrica de SEAT en Martorell) entre los nudos de Castellbisbal y Vilaseca (91,0 km) para tener ancho mixto, que permite la circulación de trenes, tanto con ancho ibérico como con el estándar internacional (1435 mm). Debido a la intensidad del tráfico de Cercanías, primero es necesario restablecer el servicio por el antiguo túnel entre Castellbisbal y Martorell. En Castellbisbal, las tres vías que dan servicio a la terminal de mercancías serán de ancho mixto, mientras que en Gélida, Lavern-Subirats, Villafranca del Panadés, La Granada y Vilaseca, las dos vías generales de circulación también serán de ancho mixto. En las estaciones de La Granada, Arbós, San Vicente de Calders y Altafulla-Tamarit se construirán vías de apartado para ancho estándar con una longitud útil de 750 metros; también se cambiará el ancho a la vía 16 de Tarragona. Dentro del tramo Vandellós-Castellón, en las estaciones de Ulldecona, Santa Magdalena de Pulpis y Les Palmes se adecuará una vía con una longitud útil de 750 metros para el estacionamiento de trenes de mercancías de ancho estándar.
Por otra parte, al sur de la estación de Campo de Tarragona, en la línea de alta velocidad Madrid-Barcelona-Frontera Francesa, se está construyendo un doble enlace para que los trenes de viajeros dotados de ancho variable puedan continuar hacia Vandellós, tanto desde Lérida (km 512,887) como desde Campo de Tarragona (km 520,324). Primero habrá dos ramales de vía doble (de 7,0 y 3,5 km respectivamente) más un tronco común de vía doble (8,5 km), también con ancho estándar, hasta los dos nuevos cambiadores de ancho de La Boella, en la zona del aeropuerto de Reus-Vilaseca, desde allí hasta La Ametlla de Mar (al sur de Vandellós) habrá un nuevo tramo de vía doble (42,6 km) alimentado con 3 kV (transformable en el futuro a 25 kV) con ancho ibérico; en una segunda fase la vía del lado mar tendrá ancho mixto que permitirá también la circulación de trenes -tanto con ancho estándar como ibérico- desde Vilaseca. De esta forma también se terminará con el último tramo de vía única en el corredor. En el tramo entre Vilaseca y Vandellós se situarán las nuevas estaciones de Cambrils-Salou AV y L´Hospitalet-Mont-roig AV.
Vandellós-Valencia
El tramo fue renovado en su mayor parte, con la construcción de importantes variantes en algunas zonas, como la de Nules, entre marzo y noviembre de 2016. Tiene vía doble electrificada a 3 kVcc en ancho ibérico. Entre Benicasim y Les Palmes se ha demolido, en la vía II, entre el 24 de noviembre de 2014 y el 7 de febrero de 2015 un tramo de 3164 metros de vía en placa y se ha sustituido por traviesa polivalente. Los tramos renovados disponen de traviesa polivalente, para permitir un sencillo cambio a ancho estándar. La zona donde se produjo un mayor cambio fue el cruce del río Ebro, ya que anteriormente la vía daba un importante rodeo para cruzar al río por la localidad de Tortosa, y no por la costa. Existen dos subtramos en los que se aprovechó completamente la infraestructura ya existente: el Castellón-Moncófar, y el Alboraya-Valencia, con velocidad limitada a 160 km/h y traviesas polivalentes.
La saturación debida al tráfico de Cercanías entre Valencia y Castellón hizo que se previese desdoblar parte de la línea mediante la construcción de una línea de alta velocidad entre Valencia y Castellón, cuya construcción fue licitada el 8 de octubre de 2011 por 1328 millones de euros, aunque las obras no comenzaron.
Obras 2014/2016 entre Castellón y Valencia: para posibilitar la circulación de trenes de ancho estándar se está instalando un tercer carril, sobre una de las vías existentes, para tener ancho mixto, que permite la circulación de trenes, tanto con ancho ibérico como con el estándar internacional (1435 mm). El 10 de julio de 2015 se instaló ancho mixto en la vía II (lado mar) entre Villarreal (exactamente desde Almazora antiguo km 69,574 y nuevo km 73,721) y Almenara (antiguo km 37,110 y nuevo km 41,257), el 6 de mayo de 2016 en la vía I (lado montaña) entre Masalfasar (antiguo km 16,164 y nuevo km 20,296) y la estación de Valencia-Fuente San Luis (antiguo km 0 y nuevo km 2,588), el 26 de agosto en el tramo entre Almenara y Masalfasar (lado mar hasta el primer desvío al norte de Sagunto, en el antiguo km 30,228 y nuevo km 34,348). y el 17 de noviembre de 2016 entre Castellón (antiguo km 69,399 y nuevo km 73,544) y Almazora en la vía II (lado mar) quedando, de esta forma, instalado ancho mixto entre Castellón y Valencia-Fuente San Luis. En esta línea los trenes de ancho estándar solo se podrán cruzar en Sagunto. En Castellón tiene ancho mixto la vía 6, en Sagunto está en las vías 1 y 3; en Valencia-Norte las vías 1, 2, 21 y 22 serán utilizadas por los trenes de ancho estándar. El hilo o carril común para los dos anchos será el del lado mar entre Castellón y el cambiador de hilo (CH)2 situado en la salida sur de la estación, el del lado montaña hasta la entrada en Sagunto, lado mar en vías 1 y 3 hasta el CH4, lado montaña hasta el CH2 situado al sur de Sagunto, lado mar hasta el CH1 de Alboraya y lado montaña hasta el CH de Valencia-Norte; habrá 5 cambiadores de hilo, de los cuales solo supondrá reducción de velocidad para los trenes de ancho ibérico el de Alboraya. En el tramo Castellón-Sagunto se han instalado nuevos semiescapes con esta configuración: los de la vía I (lado montaña) son de tipo P1 (polivalentes), mientras que los de la vía II son de tipo DMM (desvíos mixto-mixto de punta móvil) y los desvíos hacia la vía 4 son de tipo DMR (desvíos mixto-Renfe) ya que dicha vía quedará con ancho ibérico. En el tramo Sagunto-Valencia los semiescapes de la vía II (lado mar) son de tipo P1, mientras que los de la vía I son de tipo DMM y los desvíos hacia la vía 3 son de tipo DMR. En Valencia-Fuente San Luis los semiescapes de la vía II (lado mar) son de tipo P1 mientras que los de la vía I son DMR. La vía que permanece en ancho ibérico entre Castellón y Valencia, con traviesa polivalente, solo podrá ser cambiada -en el futuro- al ancho estándar.

### Valencia-Alicante

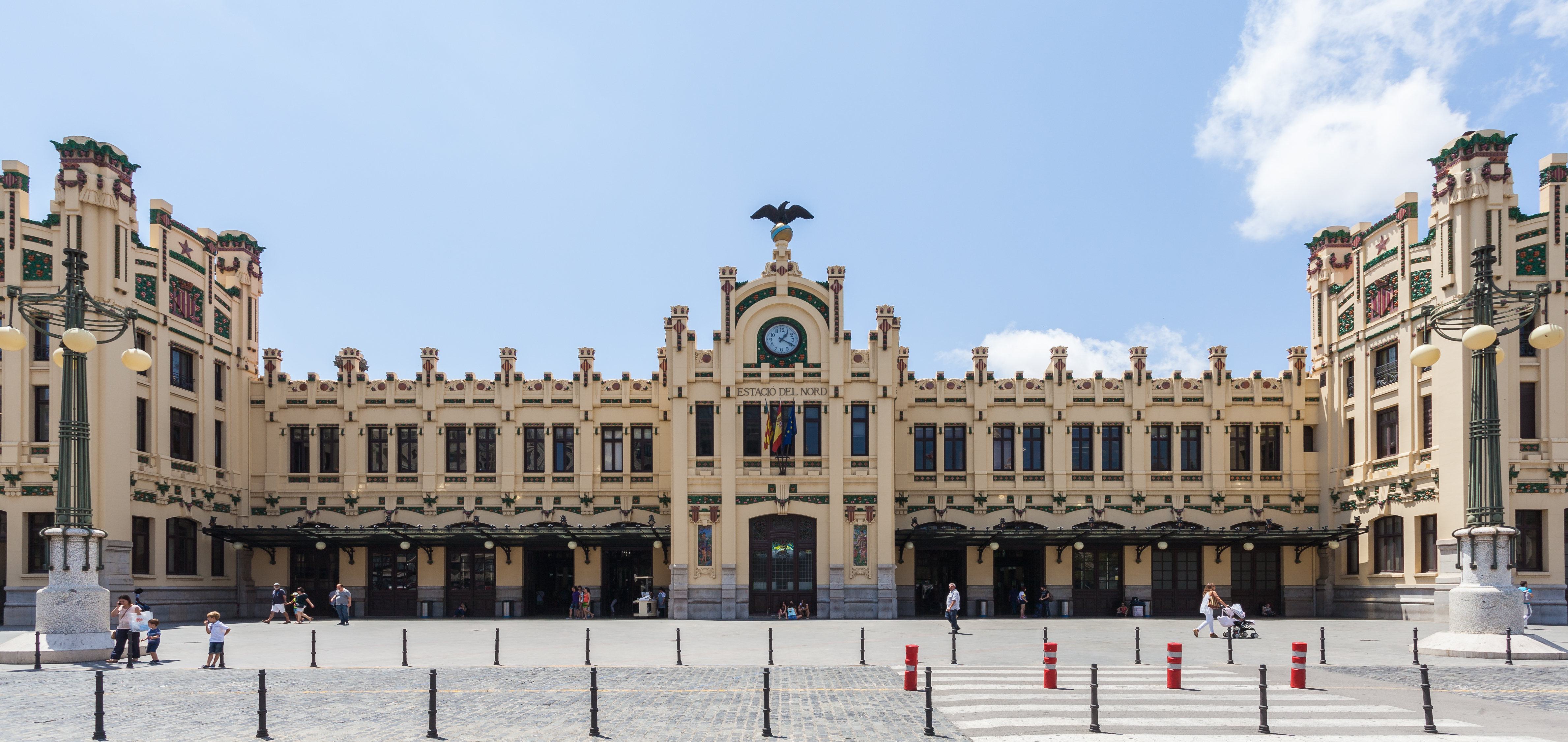
Estación de Valencia-Norte, a transformar en Valencia-Central

En esta zona es clave el nudo de La Encina, donde se une el Corredor Mediterráneo con el corredor Madrid-Levante, y donde se inicia el plan de 1987. Pertenece constructivamente a la línea de alta velocidad Madrid-Levante. En la mayor parte del recorrido está planteado una doble línea, una en ancho ibérico y una en ancho europeo de alta velocidad.
RAF de Valencia
En Valencia estaba prevista la construcción de un nuevo túnel bajo esa ciudad, de modo que la estación Valencia-Norte deje de ser fondo de saco y tenga continuidad, por un lado hacia Almería y Madrid, y por otro hacia Barcelona. Se crearía una nueva estación subterránea donde actualmente se encuentra en superficie Valencia-Norte, denominada Valencia-Central. Sin embargo el tramo urbano de Valencia no aparece en el proyecto de 2012.
Valencia-Játiva
Tramo nuevo de 51,8 km de vía doble en ancho estándar. Comienza en el km 392,705 de la Línea de alta velocidad Madrid-Valencia y se encuentra a falta de electrificación y señalización. El tramo tendrá vía doble tanto en ancho ibérico como en estándar.
Játiva-Nudo de La Encina
La vía doble actualmente en uso en ancho ibérico, de 41,2 km de longitud, fue remodelada según el plan de 1987, entró en servicio en marzo de 2004 y es apta para 220/250 km/h. Para poder cambiar su ancho al estándar, primero es necesario instalar una nueva vía única en ancho ibérico utilizando parcialmente la antigua plataforma que fue desmantelada en 1996, después se cambiará al ancho estándar cada una de las vías actuales. El tramo finaliza en la LAV Bifurcación Albacete-Alicante, en el km 409,961 dirección Albacete y en el 418,558 hacia Alicante. El tramo tendrá vía única en ancho ibérico y vía doble en estándar.
Toda la línea en ancho estándar entre Valencia y Nudo de La Encina, tanto el tramo reaprovechado como el de nueva construcción, es apta tanto para mercancías como para viajeros.
Nudo de la Encina-Alicante-Elche-San isidro

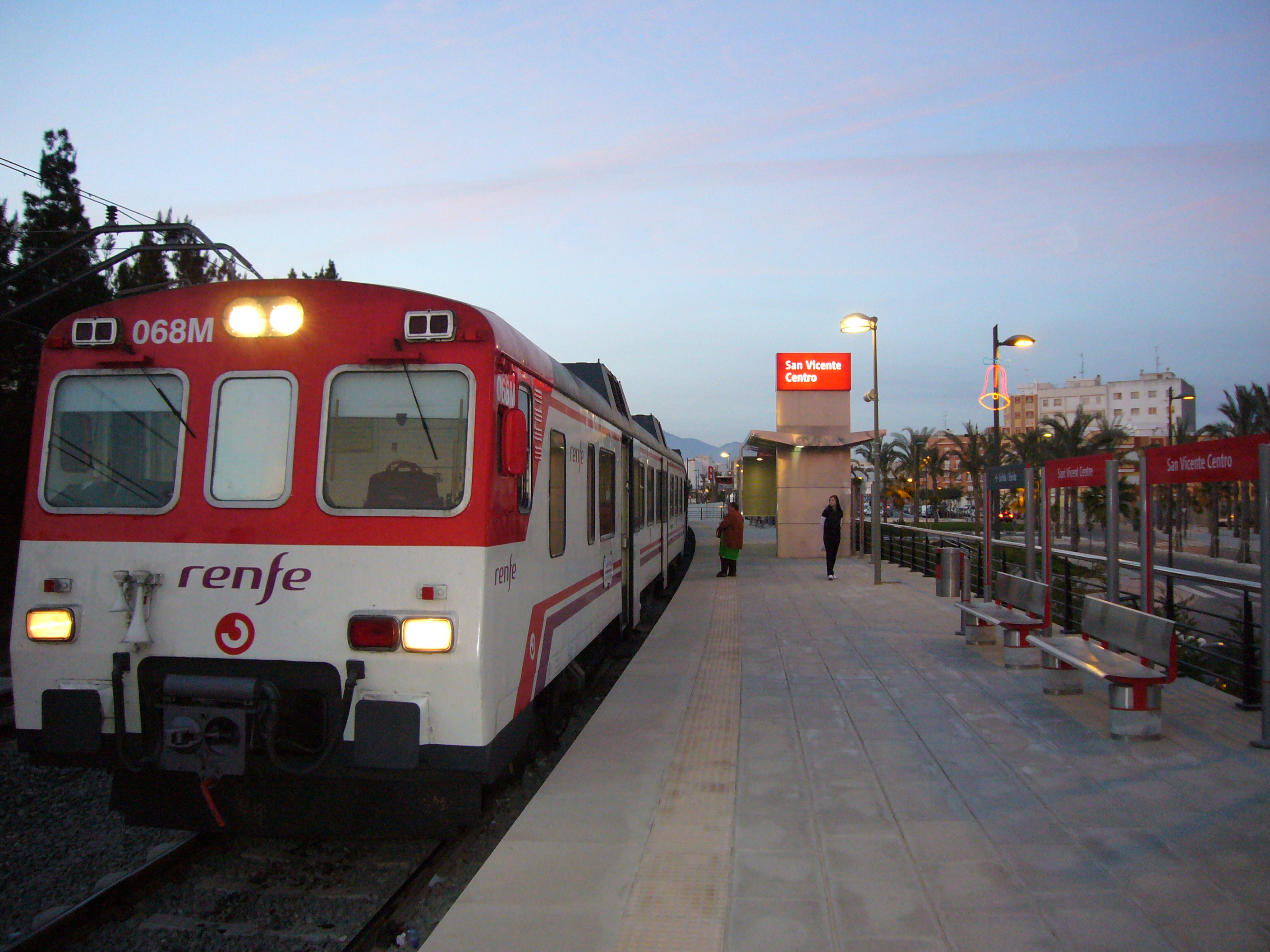
Vía única sin electrificar entre Alicante y Murcia

Se instalará un tercer carril para ancho mixto sobre la vía única existente.

### Alicante-Almería
Este tramo no pertenece a la concepción original de Corredor Mediterráneo planteada en el plan de 1987, aunque sí se encuentra recogida en algunas planificaciones futuras del corredor, y en cualquier caso forma parte del eje ferroviario que recorre el Mediterráneo español.
La línea actual, que llega hasta Águilas, es una línea única no electrificada que no ha sido remodelada. La conexión con Andalucía de la línea convencional no se realizaba con Almería, sino con Guadix. La línea fue clausurada en 1985 entre Almendricos y Guadix, permaneciendo en uso la red que discurre por la Región de Murcia. Como corredor en ancho europeo, es a su vez un tramo de la línea de alta velocidad Madrid-Levante, que se encuentra en construcción.
Monforte del Cid-Murcia
El tramo comprendido entre el municipio alicantino de Monforte del Cid y Murcia tiene una longitud de 61,7 kilómetros, de los que 46,2 están situados en la provincia de Alicante y los restantes 15,5 en Murcia. Es un tramo nuevo de vía doble en ancho estándar apto para 350 km/h. Sus infraestructuras más singulares son los túneles de Callosa de Segura (2020 m), El Murón (1730 metros), Elche y paso bajo la A-7 (1558 metros), La Temerosa (485 metros), El Carrús (371 metros) y el túnel urbano de Orihuela (783 metros), que suman una longitud de 6892 metros lo que representa el 11,2 % del total. Comienza en el km 461,356 del tramo Nudo de La Encina - Monforte del Cid - Alicante y termina en el PAET de San Isidro, donde la nueva plataforma acogerá una vía en ancho estándar (lado mar) y otra en ibérico hasta El Reguerón (la variante de El Reguerón entró en servicio entre el 10 de agosto de 2008 y el 25 de octubre de 2015). Desde allí hasta Murcia Cargas se circulará por la antigua plataforma con una vía en ancho mixto (lado mar) y otra en ibérico. Desde Cartagena hasta El Reguerón se instalará un tercer carril para ancho mixto en la vía convencional actual.
El Tramo de Accesos a Murcia está en servicio desde 2008. Por él hasta la llegada del AVE circulan trenes de ancho ibérico. Tiene unos 8,9 km de longitud de los que 7,7 km están preparados para tres vías, dos de ancho estándar y otra de ancho ibérico. Se incluye en este recorrido la mayor pérgola de la alta velocidad ferroviaria en España. Es conocida como pérgola de El Reguerón pues cruza el encauzamiento del río Guadalentín (conocido como canal del Reguerón en esa zona de la Región de Murcia) mediante una plataforma de 366 m de longitud y 42 m de ancho con capacidad para tres vías sobre una estructura tipo pérgola. La estructura está dispuesta completamente fuera del encauzamiento del río para evitar afecciones futuras por crecidas de agua y erosiones. Como sistema de bloqueo se instaló ETCS solo con nivel 2.
Murcia-Almería

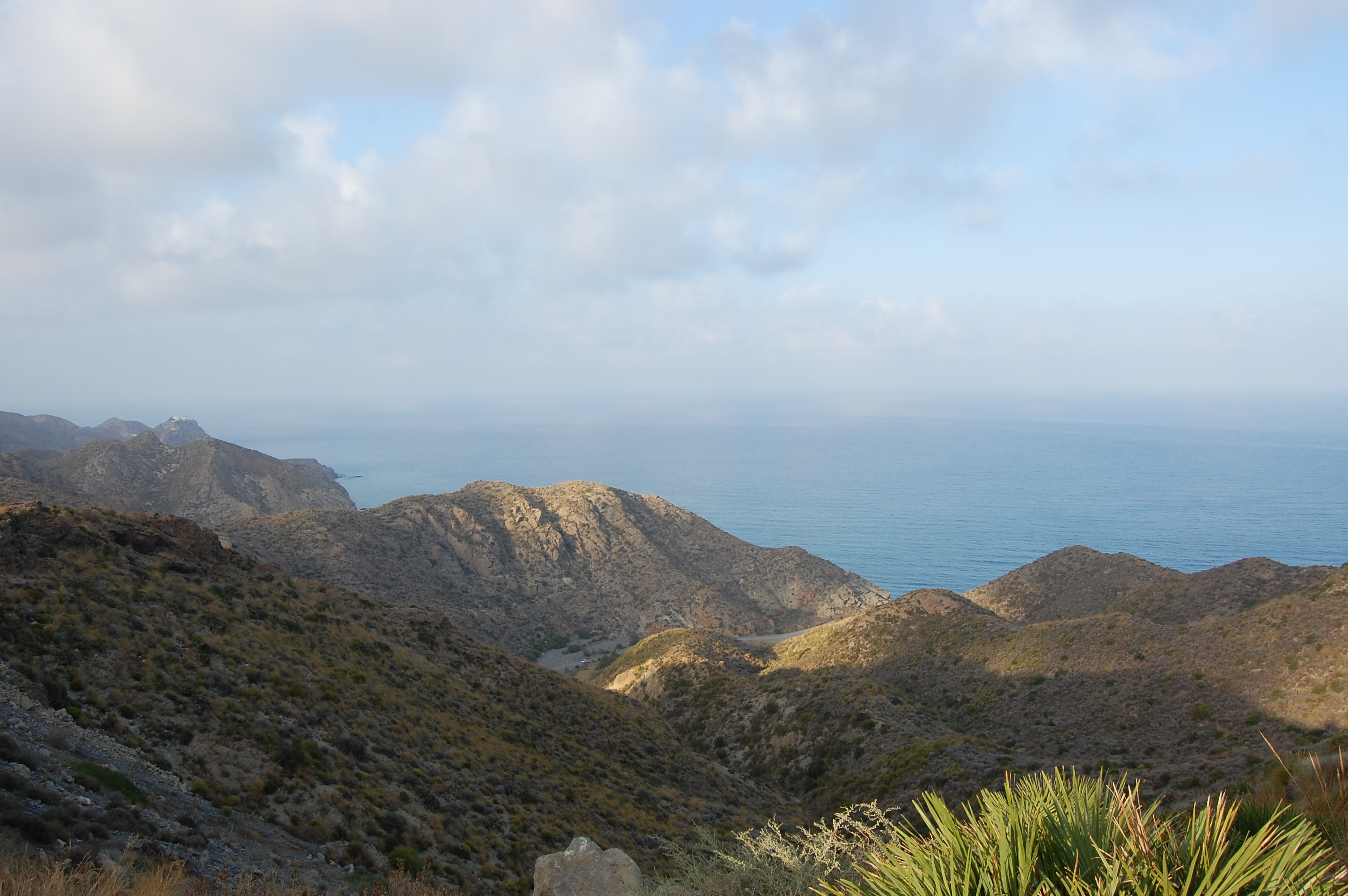
Orografía entre Carboneras y Almería

Conecta Andalucía y sus líneas ferroviarias con el resto del Corredor Mediterráneo, así como con la LAV Madrid-Levante. La longitud del tramo es de 184,3 km (108,1 en la provincia de Almería y 76,2 en la Región de Murcia). Será de tráfico mixto y apta para velocidades máximas de 300 km/h. Se encuentran en construcción varios tramos.
En el primer subtramo se usa la infraestructura de la línea Murcia-Lorca-Águilas existente hasta la localidad de Pulpí adaptándola a las altas prestaciones mediante duplicaciones de vía y rectificando el trazado mediante variantes como las de Librilla, Alhama de Murcia, Totana y Sierra Cabrera. En Pulpí la línea se aleja de la línea Murcia-Lorca-Águilas hacia Vera, rodeando la sierra de Almagro para conectar después con la carretera N-340 y paralelamente a ella, continúa hacia la capital almeriense.
Dispondrá de dos estaciones intermedias en Lorca y Vera-Almanzora.

### Almería-Algeciras

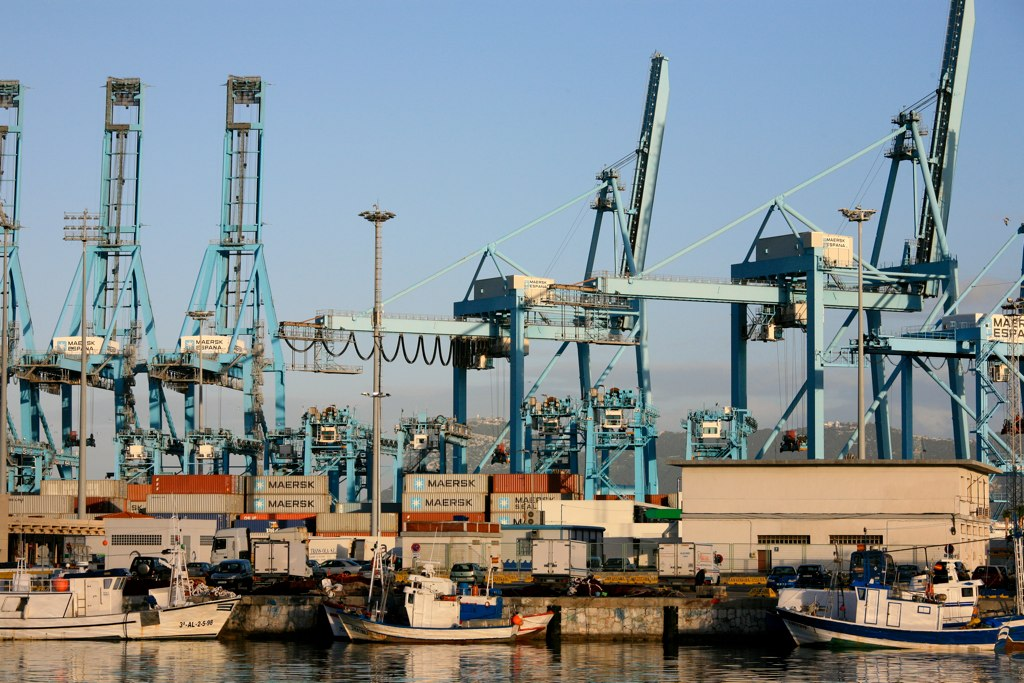
Puerto de la bahía de Algeciras, fin de algunas de las posibles rutas del Corredor Mediterráneo

Se ha planteado en varias ocasiones y se encuentra actualmente en estudio continuar la conexión por el Mediterráneo hasta el puerto de la bahía de Algeciras, completando la unión ferroviaria de los principales puertos mediterráneos españoles, sin que exista una opción clara sobre su construcción definitiva o no. Existen dos alternativas propuestas, una que consiste en la remodelación de las líneas ya existentes por el interior, y otra que consiste en la construcción de una nueva línea por la costa.
Almería-Málaga-Algeciras
Se plantea como la construcción de una nueva línea entre Almería y Málaga, y la finalización del corredor de la Costa del Sol entre Málaga y Algeciras. Ha sido criticado en su tramo Almería-Málaga debido a que es una zona montañosa muy complicada para la construcción de infraestructuras, por lo que requeriría una obra muy compleja y con unos costes desorbitados. Entre Málaga y Algeciras el corredor de la Costa del Sol se encuentra en construcción en algunos tramos, sin definirse la conexión definitiva entre Estepona y Algeciras. Tampoco se ha iniciado la construcción de otros tramos esenciales.
Almería-Granada-Algeciras
Esta opción tiene como ventaja un coste mucho menor y el aprovechamiento de las líneas que ya están construidas, aunque necesitarían una importante remodelación. Las vías utilizadas sería en parte las del Eje Ferroviario Transversal de Andalucía, que discurre junto al corredor entre Almería y Bobadilla. En el primer tercio, Almería-Granada, está planeada la construcción de una línea mixta con una velocidad máxima de 250 km/h, con rampas que pueden limitar los trenes de mercancías. El tramo terminó la fase de Estudio Informativo, aunque no ha entrado en la de Declaración de Impacto Ambiental. Entre Granada y Bobadilla el Eje Ferroviario Transversal de Andalucía, aunque como línea exclusiva de pasajeros, por lo que se desconoce su futuro como corredor de mercancías. El tramo Bobadilla-Algeciras se encuentra en remodelación en dos fases, una con una línea de nueva construcción entre Bobadilla y Ronda, y otra con la adaptación del resto del recorrido. Debido a cuestiones medioambientales, el tramo Ronda-Jimena de la Frontera no puede ser desdoblado, debiendo permanecer en vía única.